# Feel the wind
「feel the wind」（フィール・ザ・ウィンド）は、日本のヴィジュアル系ロックバンド・Janne Da Arcの11作目のシングル。

## 概要
- 前作「シルビア」から約2ヶ月ぶり、恋愛シングル3部作の第3弾にして、アルバム『GAIA』からの先行シングル。
- 表題曲はゲームボーイアドバンス専用ゲームソフト『バトルネットワーク ロックマンエグゼ2』のCMソング及び、TBS系列『ダウンタウン・セブン』のエンディングテーマに起用された。ロックマンエグゼシリーズのゲームソフトのCMソングは「NEO VENUS」以来3作ぶり、ダブルタイアップが付いたのは「Heaven's Place/Vanity」以来7作ぶりとなった。

## 収録曲
1. feel the wind
作詞・作曲：yasu
編曲：Janne Da Arc、岡野ハジメ
ストリングスアレンジ：村山達哉
別れをテーマに制作された。前作に引き続き、生のストリングスを迎えている。
2. Dear my･･･
作詞：yasu
作曲：ka-yu
編曲：Janne Da Arc、岡野ハジメ
2ndアルバム『Z-HARD』収録曲のリアレンジバージョン。タイトルが4点ピリオドから3点リーダーに変更されている。

## 参加ミュージシャン
Janne Da Arc
- yasu：Vocal
- you：Guitar
- ka-yu：Bass
- kiyo：Keyboards
- shuji：Drums

Additional Musician
- 桐山村山ストリングス：Strings (#1)

## タイアップ
- カプコン製ゲームボーイアドバンス専用ゲームソフト『バトルネットワーク ロックマンエグゼ2』CMソング (#1)
- TBS系列バラエティ番組『ダウンタウン・セブン』エンディングテーマ (#1)

## 収録アルバム
- GAIA (#1 アルバムバージョン)
- ANOTHER SINGLES (#2)
- SINGLES (#1)
- Janne Da Arc MAJOR DEBUT 10th ANNIVERSARY COMPLETE BOX (#1)

## カバー
- 中島卓偉が2022年12月18日に、京王プラザホテルで行ったディナーショーで「feel the wind」をカバーした事があり[1]、その時はゲストとしてyouを迎え、演奏した[2]。